# 1-ша Сердюцька дивізія (УНР)
1-ша Сердюцька дивізія — елітне піхотне з'єднання армії УНР, на зразок Російської імператорської гвардії, яке було сформоване в листопаді 1917 року за ініціативою новопризначеного командувача Київського військового округу полковника В. Павленко з подання С. Петлюри. Назва «Сердюцькі» була обрана невипадково — вона мала нагадувати про сердюцькі полки гетьмана Івана Мазепи, котрі загинули, захищаючи Батурин у 1708 р. В усіх Сердюцьких дивізіях були запроваджені сувора військова дисципліна та єдність управління, заборонено діяльність виборних комітетів, а для залучення вояків навіть введено новий, мальовничий однострій.

## Історія
З'єднання було утворене на основі раніше українізованих частин Російської імператорської армії, які відіграли ключову роль у придушенні Жовтневого більшовицького заколоту в Києві, який проходив майже синхронно з Жовтневим переворотом у Петрограді.
Невдовзі сердюки виправдали покладені на них сподівання. Новосформоване з'єднання підполковника Ю. Капкана зірвало плани більшовиків удруге захопити владу в Києві. Вранці 30 листопада (12 грудня) 1917 р. вона роззброїла збільшовичені частини київського гарнізону й робітничі загони «червоної гвардії» заводу «Арсенал» та інших підприємств — усього майже 7 тис. осіб, які збиралися підняти повстання проти Центральної Ради. Вояків-росіян залізничними ешелонами під охороною відправлено до Росії, а українців демобілізовано й розпущено по домівках. Тоді ж збільшовичені частини було роззброєно ще в 10 містах України. Водночас 1-й український корпус генерала П. Скоропадського, узявши під свій контроль залізниці Жмеринка — Козятин і Шепетівка — Вапнярка — Козятин, успішно зупинив просування на Київ розагітованих солдатів 2-го гвардійського корпусу під командуванням Євгенії Бош. При цьому вояків-росіян так само під конвоєм висилали до Росії.
Після двох невдалих спроб здійснити державний переворот і повалити владу Центральної Ради більшовики врешті вдаються до відкритої агресії проти УНР. 4 (17) грудня УЦР одержала радіограму з Петрограда від уряду радянської Росії (її автором був Л. Троцкий, а В. Ленін з Й. Сталіним редагували написаний текст). У ній ішлося про те, що Раднарком підтверджує право всіх націй, пригноблених російським самодержавством, на самовизначення й відокремлення від Росії, визнає Народну Українську Республіку, її право цілком відокремитися від Росії «негайно, без обмежень та безумовно». Однак за цим ішло звинувачення Центральної Ради в тому, що, «прикриваючись національними фразами, вона веде двозначну буржуазну політику, яка давно вже виявляється в невизнанні Радою… радянської влади на Україні», а тому Раднарком не може вважати її «повноважним представником трудових і експлуатованих мас Української Республіки». Далі автори телеграми висували Центральній Раді чотири вимоги ультимативного характеру:
1. відмовитися від «дезорганізації спільного фронту», інакше кажучи, від українізації військ і створення власних збройних сил;
2. не пропускати без дозволу петроградського командування жодних військових частин, які прямують на Дон, Урал та в інші місцевості, де концентруються антибільшовицькі сили;
3. допомагати «червоним» військам боротися з їхніми ворогами-«контрреволюціонерами», зокрема з генералом О. Каледіним на Донщині.
4. припинити роззброєння на своїй території збільшовичених військових частин і загонів робітничої «червоної гвардії» та повернути зброю всім, у кого її було відібрано.

Остання вимога прямо стосувалася тих 7 тис. осіб, яких за кілька днів до того роззброїли сердюки Ю. Капкана. На позитивну відповідь Раднарком давав Центральні Раді 48 годин. За інших умов він буде вважати УЦР «у стані відкритої війни проти радянської влади в Росії й на Україні».
Телеграма Раднаркому надійшла саме в той момент, коли в Києві розпочав роботу Всеукраїнський з'їзд рад, який місцеві більшовики планували використати для того, щоб усунути від влади Центральну Раду. Однак на з'їзді вони опинилися в меншості й не змогли провести потрібне їм рішення. Натомість делегати підтримали УЦР і 7 (20) грудня рішуче відкинули ленінський ультиматум. Тоді більшовицька фракція в повному складі залишила Київ і переїхала до Харкова, де влаштувала власний Всеукраїнський з'їзд рад, котрий 12 (25) грудня проголосив Україну Республікою Рад робітничих, солдатських і селянських депутатів, визнав її федеративною частиною радянської Росії, поширив на неї чинність усіх ленінських декретів. Зрозуміло, що петроградський Раднарком визнав саме «харківську» радянську Україну справжнім виразником інтересів «трудових мас» українського населення й був готовий надати їй необхідну допомогу в боротьбі проти «буржуазної» Центральної Ради.
Уже 13 (26) грудня російські «червоні» війська, що впродовж тривалого часу концентрувалися в Харкові нібито для подальшого руху на Донщину для придушення виступу генерала О. Каледіна, несподівано напали на станцію Лозова, а через два дні на місто Чугуїв. 15 (28) грудня відбулося засідання Генерального Секретаріату УНР. Голова уряду В. Винниченко не вірив у реальність справжньої війни і запропонував спочатку «запитати Раду Народних Комісарів, воює вона чи ні… вимагати припинити воєнні дії в Україні, відкликати з України російські війська». Натомість, С. Петлюра пропонував негайно почати наступ на Харків, переконуючи, що в нього вистачить сил узяти цей оплот більшовиків і захистити кордони УНР. Ще за три дні до того він уже віддав розпорядження перекинути українські частини на схід, щоб узяти там під контроль станції Лозова, Синельникове, Олександрівськ (нині Запоріжжя), Ясинувата й інші важливі транспортні вузли. Однак замість того щоб боротися з ворогом, уряд УНР вирішив 18 (31) грудня відправити у відставку генерального секретаря військових справ С. Петлюру, прихильника рішучих дій. Офіційне формулювання — «за перевищення повноважень». Справжньою причиною була особиста неприязнь до С. Петлюри голови уряду В. Винниченка, котрий заздрив його популярності у військах, звинувачував у «бонопартизмі», прагненні до встановлення військової диктатури і вважав його головним винуватцем у конфлікті з ленінським Раднаркомом. Він сподівався, що відставкою С. Петлюри вдасться уникнути масштабної війни з радянською Росією.
З усуненням С. Петлюри було покладено край його починанням, спрямованим на будівництво регулярних збройних сил. Так, було звільнено з посади командувача Київського військового округу полковника В. Павленка. та розформовано створені за його ініціативою Сердюцькі дивізії. 24 грудня (6 січня) через незгоду з політикою Центральної Ради подав у відставку й командир 1-го українського корпусу генерал П. Скоропадський. Його вихід призвів до кризи управління і швидкої дезорганізації доти дисциплінованого з'єднання, вояки якого в січні 1918 р. піддалися загальній хвилі демобілізації.

## Структура
- піший сердюцький імені гетьмана Богдана Хмельницького полк
- піший сердюцький імені гетьмана Павла Полуботка полк
- піший сердюцький імені гетьмана Петра Дорошенка полк
- піший сердюцький імені полковника Івана Богуна полк
- піший сердюцький імені Тараса Шевченка курінь
- окремий сердюцький курінь смерті
- 1-й кінний сердюцький полк «Вільної України»
- 1-ша гарматна сердюцька бригада імені Михайла Грушевського

## Командування
- підполковник Капкан Юрій Євгенович (листопад 1917 — січень 1918) — командувач
- Сальський Володимир Петрович — начальник штабу